# Get Into You (sang)
"Get Into You" er en sang af den australske sangerinde Dannii Minogue. Sangen blev skrevet af Mike Percy, Tim Lever og Tracy Ackerman, og blev udgivet i 1994 som den femte single af Minogues anden studiealbum Get Into You (1993). Sangen nåede den Top 40 i Storbritannien, og gerne "This Is It", blev udgivet i Canada og USA.

## Formater og sporliste
CD single
1. "Get Into You" (Original 7" Radio Edit)
2. "Get Into You" (Hustlers Convention Disco Mix Radio Edit)
3. "Get Into You" (Hustlers Convention Disco Mix)
4. "Get Into You" (Arizona Club Mix)
5. "Get Into You" (Hustlers Convention Disco Dub)

Britisk vinylsingle
1. "Get Into You" (Hustlers Convention Disco Mix)
2. "Get Into You" (Hustlers Convention Disco Dub)
3. "Get Into You" (Arizona Club Mix)
4. "Be Careful" (Eric Kupper Dub)

Kassette single
1. "Get Into You" (Original 7" Radio Edit)
2. "Get Into You" (Hustlers Convention Disco Mix Radio Edit)

## Hitlister
| Hitliste (1993)                         | Placering |
| --------------------------------------- | --------- |
| Australien (ARIA Charts)                | 79        |
| Storbritannien (OCC)                    | 39        |
| Storbritannien (UK Dance Singles Chart) | 24        |